# Montchamp (Cantal)
Pour les articles homonymes, voir Montchamp.
Montchamp est une commune française, située dans le département du Cantal en région Auvergne-Rhône-Alpes.

## Géographie

### Localisation
Montchamp est située à 12 km de Saint-Flour, à 8 km de la sortie 27 de l'A75, à 1 h de Clermont-Ferrand. Sa situation entre Margeride et Planèze lui offre des paysages uniques.
Elle compte trois hameaux : Sistrières, Loudières et le Bourg. Ruynes-en-Margeride se trouve à peu près à 10 km.
|         | Lastic    | Soulages            |
| Tiviers | Montchamp |                     |
|         | Vabres    | Védrines-Saint-Loup |

### Hydrographie
Elle est parcourue par la rivière Arcueil.

### Climat
Pour des articles plus généraux, voir Climat d'Auvergne-Rhône-Alpes et Climat du Cantal.
En 2010, le climat de la commune est de type climat océanique altéré, selon une étude du CNRS s'appuyant sur une série de données couvrant la période 1971-2000. En 2020, Météo-France publie une typologie des climats de la France métropolitaine dans laquelle la commune est exposée à un climat de montagne ou de marges de montagne et est dans une zone de transition entre les régions climatiques « Nord-est du Massif Central  » et « Sud-est du Massif Central ». 
Pour la période 1971-2000, la température annuelle moyenne est de 7,4 °C, avec une amplitude thermique annuelle de 15,2 °C. Le cumul annuel moyen de précipitations est de 823 mm, avec 10,1 jours de précipitations en janvier et 6,8 jours en juillet. Pour la période 1991-2020, la température moyenne annuelle observée sur la station météorologique de Météo-France la plus proche, sur la commune de Saint-Flour à 9 km à vol d'oiseau, est de 8,8 °C et le cumul annuel moyen de précipitations est de 800,3 mm,. Pour l'avenir, les paramètres climatiques de la commune estimés pour 2050 selon différents scénarios d'émission de gaz à effet de serre sont consultables sur un site dédié publié par Météo-France en novembre 2022.

## Urbanisme

### Typologie
Au 1er janvier 2024, Montchamp est catégorisée commune rurale à habitat dispersé, selon la nouvelle grille communale de densité à 7 niveaux définie par l'Insee en 2022.
Elle est située hors unité urbaine. Par ailleurs la commune fait partie de l'aire d'attraction de Saint-Flour, dont elle est une commune de la couronne,. Cette aire, qui regroupe 36 communes, est catégorisée dans les aires de moins de 50 000 habitants,.

### Occupation des sols
L'occupation des sols de la commune, telle qu'elle ressort de la base de données européenne d’occupation biophysique des sols Corine Land Cover (CLC), est marquée par l'importance des territoires agricoles (58 % en 2018), une proportion identique à celle de 1990 (58 %). La répartition détaillée en 2018 est la suivante : forêts (42 %), prairies (39,2 %), zones agricoles hétérogènes (16,8 %), terres arables (2 %). L'évolution de l’occupation des sols de la commune et de ses infrastructures peut être observée sur les différentes représentations cartographiques du territoire : la carte de Cassini (XVIIIe siècle), la carte d'état-major (1820-1866) et les cartes ou photos aériennes de l'IGN pour la période actuelle (1950 à aujourd'hui).

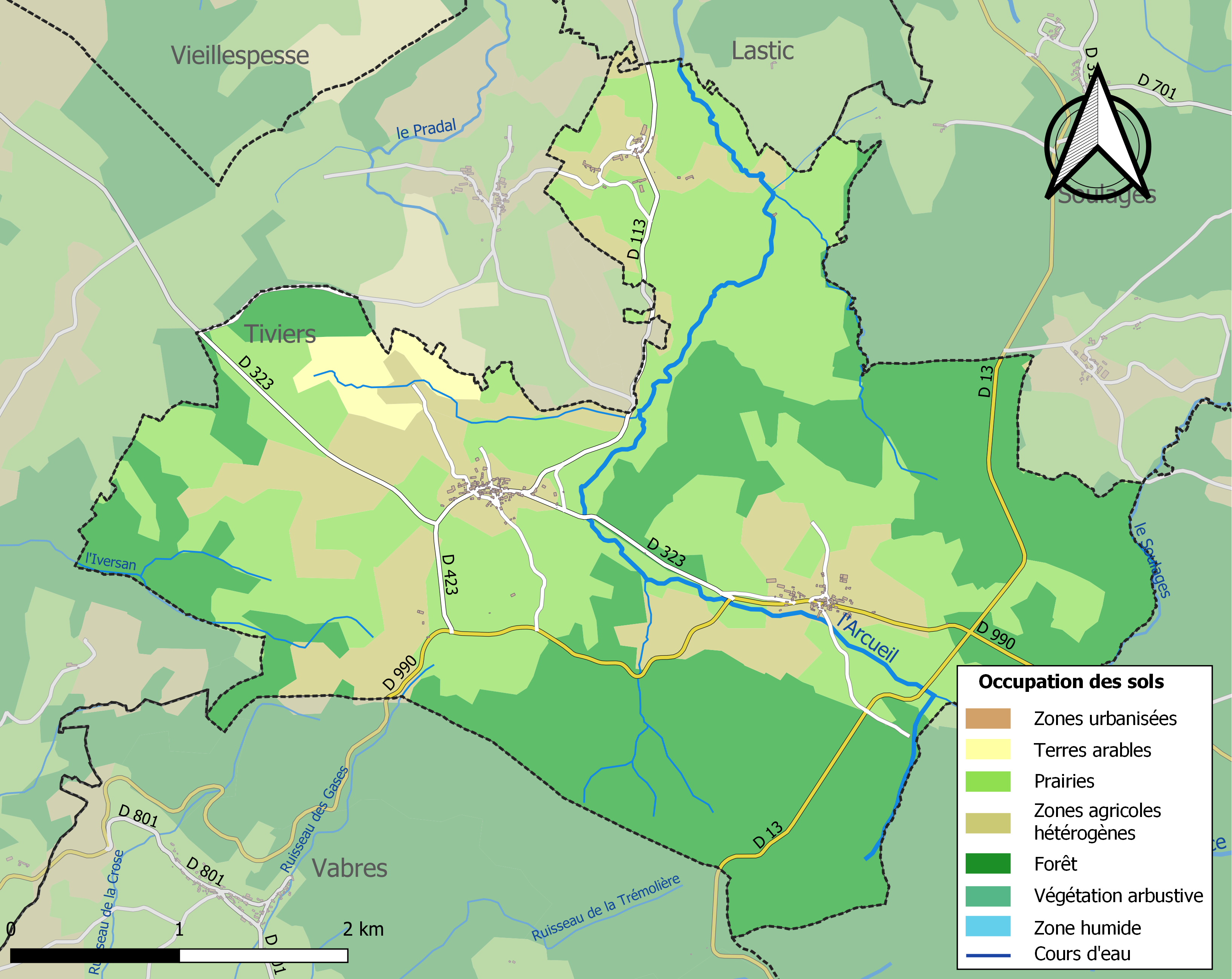
Carte des infrastructures et de l'occupation des sols de la commune en 2018 (CLC).

### Habitat et logement
En 2018, le nombre total de logements dans la commune était de 87, alors qu'il était de 88 en 2013 et de 81 en 2008.
Parmi ces logements, 65,5 % étaient des résidences principales, 13,8 % des résidences secondaires et 20,7 % des logements vacants. Ces logements étaient pour 95,4 % d'entre eux des maisons individuelles et pour 4,6 % des appartements.
Le tableau ci-dessous présente la typologie des logements à Montchamp en 2018 en comparaison avec celle du Cantal et de la France entière. Une caractéristique marquante du parc de logements est ainsi une proportion de résidences secondaires et logements occasionnels (13,8 %) inférieure à celle du département (20,4 %) mais supérieure à celle de la France entière (9,7 %). Concernant le statut d'occupation de ces logements, 78,9 % des habitants de la commune sont propriétaires de leur logement (79,4 % en 2013), contre 70,4 % pour le Cantal et 57,5 pour la France entière.
| Typologie                                               | Montchamp | Cantal | France entière |
| ------------------------------------------------------- | --------- | ------ | -------------- |
| Résidences principales (en %)                           | 65,5      | 67,7   | 82,1           |
| Résidences secondaires et logements occasionnels (en %) | 13,8      | 20,4   | 9,7            |
| Logements vacants (en %)                                | 20,7      | 11,9   | 8,2            |

## Histoire

### Les Templiers et les Hospitaliers
Montchamp est une ancienne commanderie de l'ordre de Saint-Jean de Jérusalem attestée depuis le XIIIe siècle. L'église Saint-Jean-Baptiste, ancienne chapelle de la commanderie, porte leur blason. Le commandeur et seigneur de Montchamp percevait le cens et des rentes sur 40 alleux, ténements et autres bourgs répartis sur vingt-et-une paroisses alentour auxquels s'ajoutent les membres et annexes de la commanderie :
- Membre de Loubizargues : il s'étendait sur Loubizargues, Laveissenet et Pignoux y compris le four banal de Loubizargues, le moulin de l'Eschaldat sur l'Ander et l'église paroissiale de Laveissenet. Le commandeur levait la dîme de Laveissenet, du Peuch de Ché et du Peuch de Cheylanes et percevait de nombreuses rentes annuelles[13] ;
- Membre de La Garde-Roussillon : aujourd'hui, Lagarde, commune de Lieutadès. C'est une ancienne maison de l'ordre du Temple dévolue aux Hospitaliers de l'ordre de Saint-Jean de Jérusalem. Ce membre comprenait le château et seigneurie de La Garde, la paroisse de Jabrun et un certain nombre de cens[14] ;
- Membre de Chauliac[15] (« commanderie de Chassaing ») : commune de Le Broc (Puy-de-Dôme). Il se composait d'un château avec chapelle et d'un domaine. Les dîmes étaient partagées avec l'abbaye de La Chaise-Dieu plus un certain nombre de rentes et uniquement la justice moyenne[16] ;
- Membre de Charbonnier : aujourd'hui Charbonnier-les-Mines (Puy-de-Dôme). Château, église paroissiale, four et moulin banal, un domaine, un bateau sur l'Allier, des dîmes, des rentes et des droits de justice[17] ;
- Membre de Brioude (Haute-Loire) : maison[19], vignes et bois, dîme sur la paroisse de Saint-Just et sur le vin produit à Paulhac ainsi que des rentes[20] ;
- Membre de Langeac (Haute-Loire) : chapelle devenue la chapelle des Pénitents, maison, cuverie, jardins, vignes, prés et terres avec des dîmes et des cens[21] ;
- Membre de Saint-Jean de Badelle : aujourd'hui Badel, commune de Mazoires dans le Puy-de-Dôme. Chapelle, terres, dîmes et rentes[22] ;
- Membre de La Rivière l'Évêque : sur le Couze d'Ardes, commune d'Ardes. Chapelle, maison, écuries, jardins, vignes, champs, prés et bois avec la dîme de La Rivière et des rentes[23].

## Politique et administration
| Période                                  | Période                       | Identité         | Étiquette | Qualité                        |
| ---------------------------------------- | ----------------------------- | ---------------- | --------- | ------------------------------ |
| Les données manquantes sont à compléter. |                               |                  |           |                                |
| ?                                        | novembre 1941 (révoqué)       | M. Chambaron     | ?         | Révoqué par le régime de Vichy |
| mars 1971                                | mars 1983                     | Ernest Cussac    |           |                                |
| mars 1983                                | mars 2008                     | Alain Missonnier |           |                                |
| mars 2008                                | mars 2014                     | Christian Devaux |           |                                |
| mars 2014                                | En cours (au 27 octobre 2014) | Jean-Paul Resche |           | Agriculteur                    |

## Population et société

### Démographie
L'évolution du nombre d'habitants est connue à travers les recensements de la population effectués dans la commune depuis 1793. Pour les communes de moins de 10 000 habitants, une enquête de recensement portant sur toute la population est réalisée tous les cinq ans, les populations de référence des années intermédiaires étant quant à elles estimées par interpolation ou extrapolation. Pour la commune, le premier recensement exhaustif entrant dans le cadre du nouveau dispositif a été réalisé en 2008.

En 2022, la commune comptait 142 habitants, en évolution de +4,41 % par rapport à 2016 (Cantal : −1,08 %, France hors Mayotte : +2,11 %).
| 1793 | 1800 | 1806 | 1821 | 1831 | 1836 | 1841 | 1846 | 1851 |
| ---- | ---- | ---- | ---- | ---- | ---- | ---- | ---- | ---- |
| 495  | 369  | 448  | 365  | 332  | 371  | 368  | 357  | 343  |

| 1856 | 1861 | 1866 | 1872 | 1876 | 1881 | 1886 | 1891 | 1896 |
| ---- | ---- | ---- | ---- | ---- | ---- | ---- | ---- | ---- |
| 306  | 332  | 354  | 360  | 332  | 332  | 357  | 320  | 363  |

| 1901 | 1906 | 1911 | 1921 | 1926 | 1931 | 1936 | 1946 | 1954 |
| ---- | ---- | ---- | ---- | ---- | ---- | ---- | ---- | ---- |
| 398  | 341  | 353  | 360  | 305  | 318  | 318  | 286  | 248  |

| 1962 | 1968 | 1975 | 1982 | 1990 | 1999 | 2006 | 2008 | 2013 |
| ---- | ---- | ---- | ---- | ---- | ---- | ---- | ---- | ---- |
| 241  | 213  | 168  | 153  | 147  | 124  | 130  | 132  | 137  |

| 2018 | 2022 | - | - | - | - | - | - | - |
| ---- | ---- | - | - | - | - | - | - | - |
| 137  | 142  | - | - | - | - | - | - | - |

## Culture locale et patrimoine

### Lieux et monuments
Montchamp accueille un musée du Patrimoine à la place de l'ancienne école. En 2006, un local de chasse a été inauguré.
Les sommets du massif de la Margeride sur la commune :
- Croux del Bos 1109 m
- Suc du Roi 1108 m
- Tronchère 1103 m ...